# 浦姓
浦姓是中文姓氏之一，在《百家姓》中排第318位。在现代它是极罕见的姓氏。

## 起源
出自姜姓，以邑为姓。《通志·氏族略》载，春秋时，姜太公有后裔去晋国，为晋国大夫，其封邑在浦。他的后代便以浦为姓。

## 郡望
- 京兆郡：即长安，今陕西西安市至华县一带。

## 延伸阅读
[在维基数据编辑]
 《百家姓》
 《欽定古今圖書集成·明倫彙編·氏族典·浦姓部》，出自陈梦雷《古今圖書集成》